# 牛膝菊属
牛膝菊属（学名：Galinsoga）是菊科下的一个属，为一年生草本植物。该属共有5种，分布于南北美洲，後來被引種到世界各地。